# Starovice
Starovice (německy Gross Steurowitz) jsou obec v okrese Břeclav v Jihomoravském kraji. Žije zde 977 obyvatel. Obec je součástí Mikroregionu Hustopečsko a Velkopavlovické vinařské podoblasti.

## Název
Název se vyvíjel od varianty Styrowicz (1322), ze Welikych Sstarwicz (1532), Welike Sstarwicze a Gross Starwicz (1599), z Welkijch Sstarwicz (1601), Gross Steyrowitz (1673), Gross Steyrowitz (1720, 1751), Gross Steyrowitz a Sturowitz (1798), Gross Steurowitz, Welke Stagerowice, Sstúrowice (1846), Gross Steurowitz, Starovice, Štajrovice (1872), Gross Steurowitz, Starovice a Šťarovice (1893), Starovice, Gross Steurowitz, dříve Šťarovice (1924). Místní jméno vzniklo z osobního jména Star, k němuž byla připojena přípona -ovice a znamenalo ves lidí Starových.
Jméno obce je odvozeno od osobního jména Styr, takže správné znění jména obce by mělo být Styrvice. Styr byl buď pánem vsi, která přijala jeho jméno, nebo byl zakladatelem rodu, který ves obýval. V žádném případě nelze pochybovat o tom, že původní obyvatelé osady byli národnosti české, a že teprve ve 13. a 14. století byly Starovice osazeny Němci.

## Historie
První známka ukazující na existenci obce je z roku 1239, i když se výslovně o obci Starovice nepíše. Byly-li tehdy Starovičky, musely být i Starovice. Přibyslav zemřel roku 1240 a Starovičky patrně připadly králi, neboť ten je daroval ještě před rokem 1249 Vilémovi z Egerberka.
První písemná zmínka o obci pochází z 29. února 1322, kdy Fricek z Egengerku prodal Starovice (Styrouicz) královně Elišce Rejčce, která je vzápětí darovala nově vzniklému klášteru ve Starém Brně, kde trávila poslední roky svého života.
1327 – král Jan osvobodil poddané starobrněnského kláštera, tedy i obyvatele Starovic od roboty (trojí povinnosti) a placení daní.
Starovice vždy patřily mezi významné vinařské obce o čemž svědčí i dochovaná pečeť z roku 1646 s motivem vinařského nože a vinného keře se dvěma hrozny a také soustava vinných sklepů za obcí, které byly vystavěny převážně v období 1809–1815, tedy po napoleonských válkách.
1643 – první zmínka o škole ve Starovicích – učitelem byl luterský sedlák Jiří Janc a vyučovalo se na radnici
1786 – byla postavena fara. Dřívější farář bydlel v domě č. 31 u Jakuba Dolanského.
1805–1809 byli ve Starovicích francouzští napoleonští vojáci. Vojáci zavlekli do obce choleru. 
1883 – byl založen Sbor dobrovolných hasičů. Obec zakoupila za 400 zlatých hasičskou stříkačku a darovala 200 zlatých na výzbroj. Dalších 60 zlatých hasičům daroval císař a 40 zlatých Moravskoslezská pojišťovna.
1888 – stavba silnice ze Starovic do Uherčic
1898 – byl zřízen v obci rybník
1899 – 27. ledna byl zavražděn zdejší starosta Ferdinand Dolanský mezi obcemi Uherčice a Přibice. Byl oloupen o hodinky a peněženku. Pachatel nebyl nikdy dopaden
1908 – vysazena kaštanová alej u příležitosti šedesátileté vlády císaře Františka Josefa Habsburského.
1919 – zemřel zdejší farář R. Renda a nahradil ho dr. Josef Toman z Brna. Tento rok se také konaly volby do obecního zastupitelstva. Volby proběhly poprvé podle nového volebního zákona, podle principu poměrného zastoupení. Obecní zastupitelstvo bylo sníženo na 18 členů z dřívějších 24 členů.
1938 – Převážně Němci osídlené Starovice byly připojeny k nacistickému Německu.
1945–1946 – Nucené vysídlení starousedlíků a příchod nových českých obyvatel. 
1946
- Ustavení sboru dobrovolných hasičů
- Založení tělovýchovné jednoty sokol
- Založení svazu mládeže
- Založení svazu českých zemědělců

## Obyvatelstvo
Podle sčítání 1930 zde žilo v 278 domech 1102 obyvatel. 23 obyvatel se hlásilo k československé národnosti a 1077 k německé. Žilo zde 1101 římských katolíků a 1 evangelík.

### Struktura
Vývoj počtu obyvatel za celou obec i za jeho jednotlivé části uvádí tabulka níže, ve které se zobrazuje i příslušnost jednotlivých částí k obci či následné odtržení.
| Místní části   | Místní části   | 1869  | 1880  | 1890  | 1900  | 1910  | 1921  | 1930 | 1950 | 1961 | 1970 | 1980 | 1991 | 2001 | 2011 | 2021 |
| -------------- | -------------- | ----- | ----- | ----- | ----- | ----- | ----- | ---- | ---- | ---- | ---- | ---- | ---- | ---- | ---- | ---- |
| Počet obyvatel | část Starovice | 1 130 | 1 194 | 1 260 | 1 235 | 1 180 | 1 109 | 1102 | 742  | 752  | 711  | 726  | 677  | 739  | 834  | 888  |
| Počet domů     | část Starovice | 249   | 261   | 269   | 271   | 273   | 267   | 278  | 239  | 170  | 164  | 180  | 230  | 231  | 264  | 303  |

## Obecní správa

### Obecní symboly
Znak byl obci udělen rozhodnutím předsedy Poslanecké sněmovny Parlamentu České republiky dne 11. dubna 2008 a vlajka byla obci udělena rozhodnutím předsedy PSP ČR dne 17. dubna 2009.

## Doprava
Obcí prochází státní silnice 3. třídy 00220, která se asi po 700 metrech napojuje na státní silnici 2. třídy 425 a pomocí této pak na dálnici D2 v Hustopečích. V obci jsou dvě autobusové zastávky (Starovice obec, Starovice – rozcestí), dopravní obslužnost je dostačující a zajišťuje ji společnost ČSAD Kyjov Bus a.s.

## Pamětihodnosti
- Kostel svatého Jiří ze 16. stol.
- Fara, socha Immaculáty z roku 1741
- Kříž s Kristem z roku 1792
- Socha svatého Antonína, kaplička
- Socha svatého Gotharda za obcí

## Společenské akce
Samospráva obce se v roce 2017 připojila k vyvěšování moravské vlajky 5. července.

## Ekologie v obci
Obecní úřad dbá na třídění odpadů, v obci jsou trvale umístěny kontejnery na sklo, papír a textil, každý měsíc se pořádá sběr plastů, tetrapacků, elektrospotřebičů a zářivek a 2x do roka svoz starého železa a nebezpečných odpadů. V roce 2012 byla na kraji obce dokončena stavba čistírny odpadních vod, která velmi ulehčila starovickému potoku. Vedle čistírny byl pak roku 2013 postaven sběrný dvůr.

## Natáčení filmu a pořadu
V obci se v létě roku 2007 začala natáčet komedie režiséra Dušana Kleina Svatba na bitevním poli v hlavních rolích Boleslav Polívka, Zlata Adamovská, Josef Somr, Miroslav Šimůnek, Jiří Pecha, Tereza Ramba (Voříšková), Marek Vašut, Jaroslava Obermaierová a další, do natáčení se zapojili i občané Starovic, natáčelo se i v dalších obcích např. sousedních Hustopečích, Krumvíři, Šlapanicích, Nosislavi a na Mohyle Míru.
V roce 2015 část pořadu Tajemství rodu s Miroslavem Donutilem.

## Osobnosti
- Jaromír Uhlíř (1924–1974), lékař
- Zdeněk Veselý (* 1998), rapper a hudební producent

## Galerie

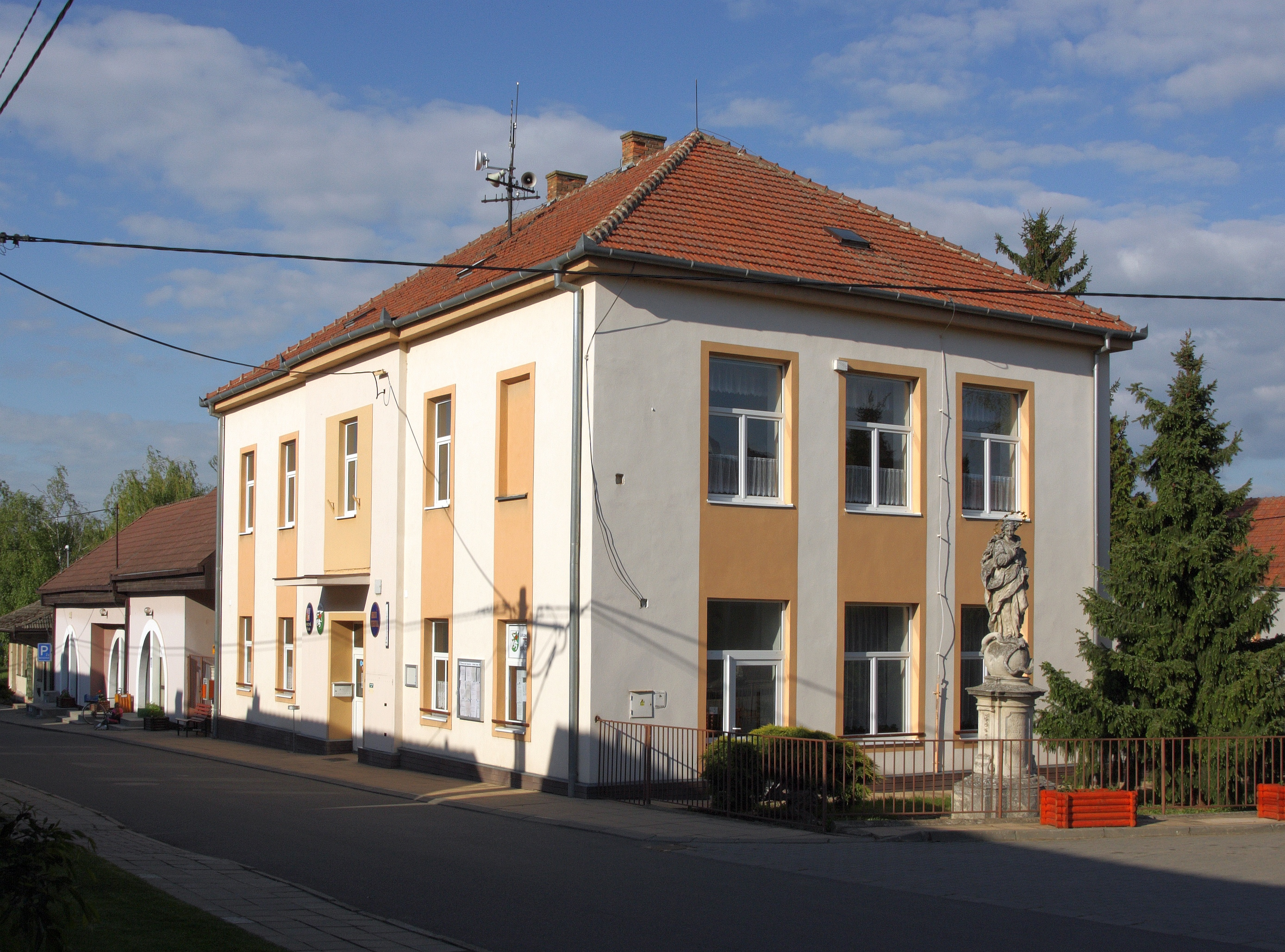
Obecní úřad a knihovna
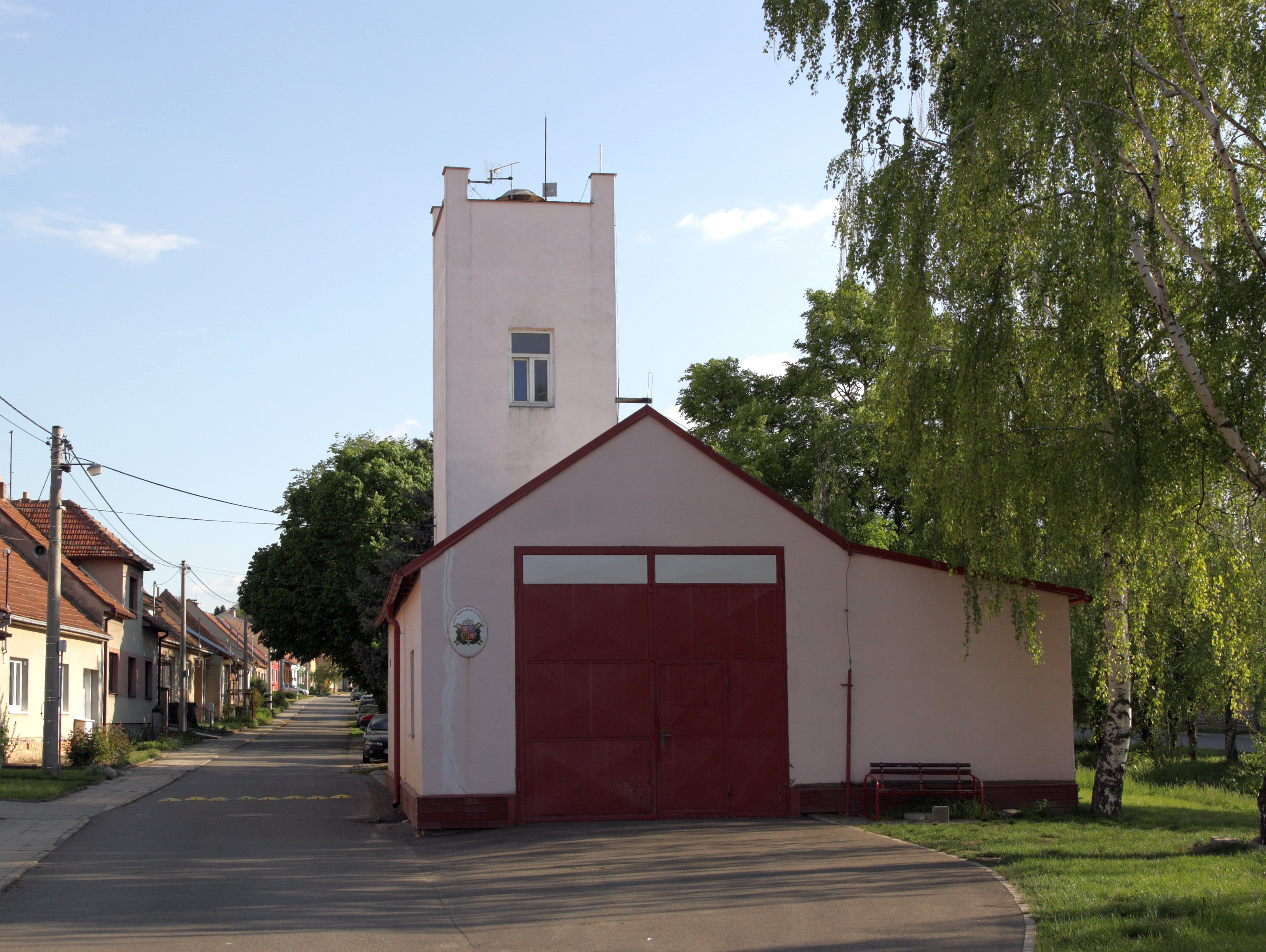
Hasičská zbrojnice
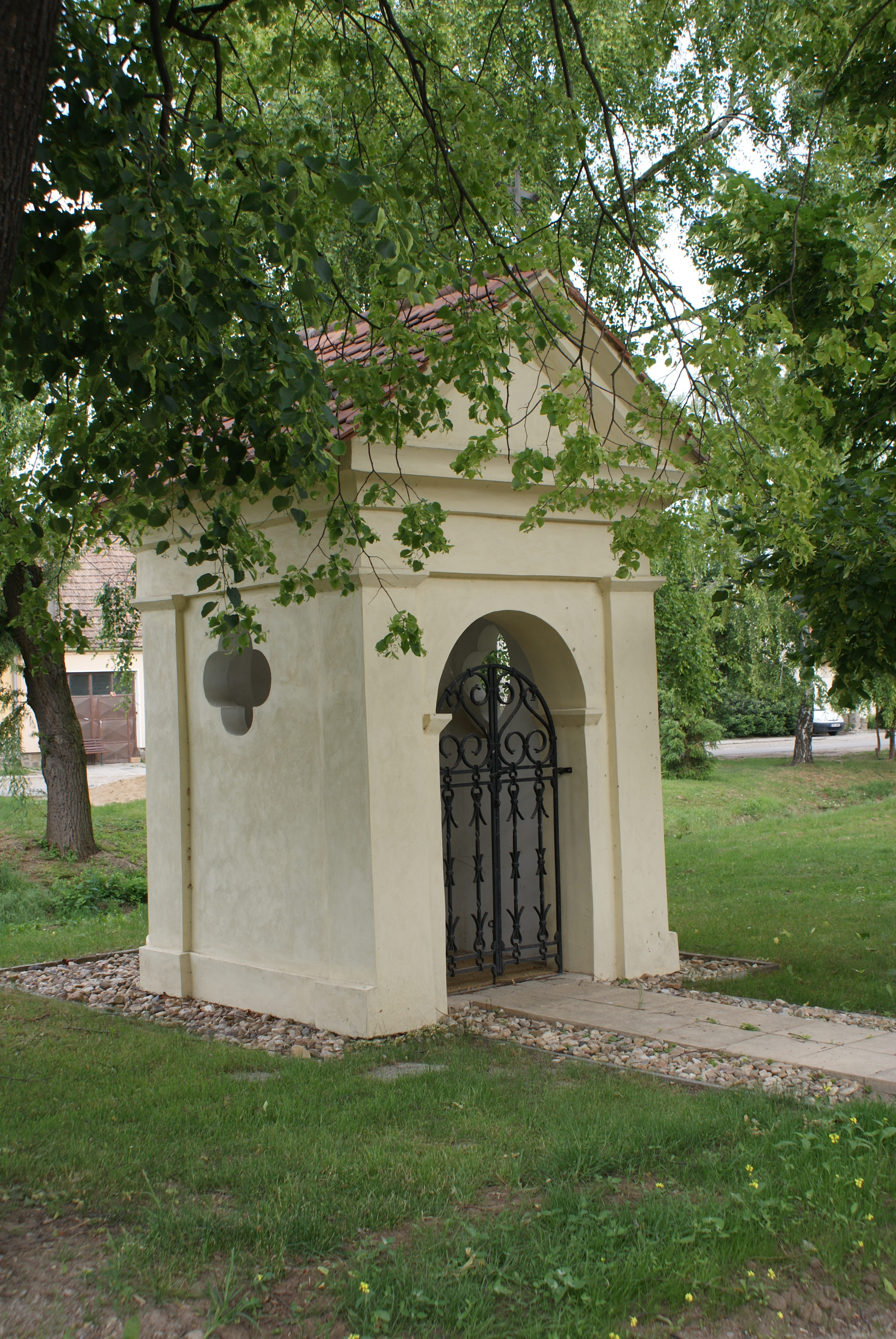
Kaple svatého Jana Nepomuckého